# Schwerbehindertenausweisverordnung
Die deutsche Schwerbehindertenausweisverordnung ist eine Rechtsverordnung der Bundesregierung. Sie regelt das Aussehen und die Gestaltung des Schwerbehindertenausweises.
Mit der Vierten Verordnung zur Durchführung des Schwerbehindertengesetzes vom 15. Mai 1981 wurde das Aussehen von Schwerbehindertenausweisen erstmals in der ganzen Bundesrepublik vereinheitlicht. Vorher stellte jedes Versorgungsamt seine eigenen Schwerbehindertenausweise aus, was im länderübergreifenden Verkehr für schwerbehinderte Menschen erhebliche Schwierigkeiten mit sich brachte. Alte, vor Inkrafttreten der Verordnung ausgestellte Schwerbehindertenausweise konnten bis längstens zum 31. Dezember 1985 verlängert werden.
Mit Inkrafttreten des SGB IX zum 1. Juli 2001 erhielt die Verordnung die Überschrift Schwerbehindertenausweisverordnung.
Der Schwerbehindertenausweis wird nach dem in der Anlage zur SchwbAwV abgedruckten Muster 1 ausgestellt. Dieses enthält das Aussehen des alten, papiernen Schwerbehindertenausweises (auslaufend). Muster 2 enthält das Aussehen des Beiblattes zum Ausweis für Schwerbehinderte, die die unentgeltliche Beförderung in Anspruch nehmen können, Muster 3 das Aussehen einer Wertmarke zum Beiblatt, Muster 4 regelt den Ausweis für Kriegsbeschädigte mit Wohnsitz außerhalb der Bundesrepublik Deutschland, die aufgrund der Besitzstandswahrung weiterhin zur Inanspruchnahme der unentgeltlichen Beförderung berechtigt sind. Muster 5 regelte ehemals das Aussehen des Streckenverzeichnisses der Deutschen Bundesbahn. Nach dem Wegfall der Nahverkehrsbegrenzung enthält Muster 5 den Schwerbehindertenausweis im Scheckkartenformat, der seit dem 1. Januar 2013 ausgestellt wird.
Außerdem regelt die Verordnung, welche Merkzeichen ein Schwerbehindertenausweis enthalten kann. Die einzelnen Merkzeichen sind in §§ 2, 3 SchwbAwV aufgeführt. 
Die Gültigkeitsdauer des Schwerbehindertenausweises beträgt längstens fünf Jahre. Wenn eine wesentliche Änderung in den gesundheitlichen Verhältnissen, die für die Feststellung maßgebend gewesen sind, nicht zu erwarten ist, kann der Ausweis unbefristet ausgestellt werden. Für Kinder unter 10 Jahren wird die Gültigkeitsdauer bis zur Vollendung des 10., für Jugendliche im Alter zwischen 10 und 15 Jahre bis zur Vollendung des 20. Lebensjahres befristet. Bei nichtdeutschen schwerbehinderten Menschen ist die Gültigkeitsdauer an die Befristung im Aufenthaltstitel oder der Arbeitserlaubnis gebunden.